# Neomarica sabini
Neomarica sabini är en irisväxtart som först beskrevs av John Lindley, och fick sitt nu gällande namn av Chukr. Neomarica sabini ingår i släktet Neomarica och familjen irisväxter. Inga underarter finns listade i Catalogue of Life.